# بولنت شاکراک
بولنت شاکراک (زاده ۲۶ اوت ۱۹۷۷) بازیگر و مجری تلویزیون ترک است.

## زندگی و حرفه
شاکراک در ۲۶ اوت ۱۹۷۷ در استانبول متولد شد. او کار خود را روی صحنه از سال ۱۹۹۶ با شرکت در نمایش‌های جوانان و کودکان در استودیوی هنری کارتال آغاز کرد. در سال ۱۹۹۸، وی در بخش تئاتر هنرستان دولتی دانشگاه استانبول ثبت‌نام کرد. وی پس از ترک استودیوی هنری کارتال، قبل از ورود به بازیگران کنت در سال ۲۰۰۴ در تئاتر مجدت گزن و تئاتر مرکز هنری ییلا به ایفای نقش پرداخت. در آنجا او در نمایش‌های مختلفی مانند مرگ برای آن، ۳۹ قدم، انتخاب فروشنده و ستوان اینیشمور انتخاب شد. او پس از آوردن ۳۹ قدم برای به صحنه رفتن در تئاتر دولتی استانبول در سال ۲۰۱۶، او به عنوان راوی برای نمایش کاملاً متعهد که در همان مکان اجرا شد، کار کرد. جدا از کار در صحنه، شاکراک در سریال‌های مختلف تلویزیونی انتخاب شده‌است و اولین نقش خود را در یک مجموعه وب با پست دودولو بلوتی‌وی در سال ۲۰۱۸ دارد. وی همچنین برنامه شخصی خود نیت هنری با بولنت شاکراک را در یوتیوب ارائه داده‌است.

## تئاتر
- کاملاً متعهد: حالت بکی - تئاتر دولتی استانبول - ۲۰۱۸ (راوی)
- تستوسترون: آندژی سارامونوویچ - استودیو اویون - ۲۰۱۳
- مکبث: ویلیام شکسپیر - پنگر - ۲۰۱۲
- مرگ برای آن: مویرا بوفینی - بازیگران کنت - ۲۰۱۱
- مسخره والورث: اندا والش - تئاتر واقعی - ۲۰۱۰
- خسیس: مولیر - بازیگران کنت - ۲۰۰۸
- ۳۹ قدم: جان باکن/پاتریک بارلو - بازیگران کنت - ۲۰۰۷/۲۰۱۶
- انتخاب فروشنده: پاتریک ماربر - بازیگران کنت - ۲۰۰۴
- ستوان اینیشمور: مارتین مک‌دونا - بازیگران کنت - ۲۰۰۳
- بویینگ بویینگ: مارک کامولتی - تئاتر صدری آلیشیک - ۲۰۰۳
- قبل از یخ‌زدایی: جوت فهمی باشکوت - مرکز هنری ییلا - ۲۰۰۰
- هرمز با هفت شوهر: سادیک شندیل - تئاتر مجدت گزن - ۱۹۹۹
- کلاس حبابام: رفعت ایلگاز - تئاتر مجدت گزن - ۱۹۹۸

## فیلم‌شناسی
| - همه مشاغل در ۵ دقیقه متفاوت است (۲۰۱۶) - آخرین نامه (۲۰۱۵) - برادران بهم پیوسته (۲۰۱۵) - توت فرنگی (۲۰۱۴) - معجون: راز پدر بزرگ (۲۰۱۴) - وقتی ماه بزرگ شد نمی‌توانم بخوابم (۲۰۱۱) - بند ۷۲ (۲۰۱۰) - داداشم (۲۰۰۹) - فرشتگان و قماربازان (۲۰۰۹) - افسوس افسوس (۲۰۰۹) - کربوی مقدس ۲: رانش (۲۰۰۹) - حفظ کردن (فیلم کوتاه) (۲۰۰۹) - نماینده فوق‌العاده کی۹ (۲۰۰۸) - مورو: لعنت بر عشق انسان درون من (۲۰۰۸) - او را فرشته صدا نکن (فیلم کوتاه) (۲۰۰۶) - بچه‌های راز (۲۰۰۲) - فرزند مردم (۲۰۰۰) | - دختر سفیر - ۲۰۲۰– - پست دودولو - ۲۰۱۸ (مجموعه اینترنتی) - کدام یک از ما دوست نداشتیم - ۲۰۱۶ - حتی اگر از هم جدا شویم، با هم هستیم - ۲۰۱۵ - چه چیزی از دست رفته‌است؟ (۲۰۱۳) - گل تاریکی - ۲۰۱۲ - دو یقه یک اسماعیل ۲۰۱۲ - خیابان‌های برگشت - ۲۰۱۱ - باند ازمیر - ۲۰۱۱ - داستان قصه ستاره - ۲۰۱۱ - زنان کوچک - ۲۰۰۹ - دره گرگ‌ها - ۲۰۰۹ - لحظه مناسب - ۲۰۰۸ - شب و روز - ۲۰۰۸–۲۰۰۹ - چشمان زلیها - ۲۰۰۷ - روزهای خوبی - ۲۰۰۷ - لانه مورچه - ۲۰۰۶ - بدون تو نیست - ۲۰۰۵ - کیسمت (۲۰۰۵) - اگر منتظر من بودی - ۲۰۰۴ - مامان جادوی من - ۲۰۰۳ - ردپایی در ساحل - ۲۰۰۲ - در بین - ۲۰۰۲ - برف حنا - ۲۰۰۲ - چکمه‌های صورتی - ۲۰۰۲ - داستان مار - ۱۹۹۹ - خانواده ما - ۱۹۹۵ |

## جوایز
- ۲۰۱۱ - شانزدهمین جوایز سینما و تئاتر صدری آلیشیک، موفق‌ترین بازیگر سال (مشترک با هاکان گرچک و ایلکر آیریک)
- ۲۰۰۸ - هشتمین جوایز تئاتر شیرها، بهترین بازیگر کمدی (۳۹ قدم)